# Maple Park
Maple Park és una població dels Estats Units a l'estat d'Illinois. Segons el cens del 2000 tenia 765 habitants.

## Demografia
Segons el cens del 2000, Maple Park tenia 765 habitants, 280 habitatges, i 208 famílies. La densitat de població era de 500,6 habitants/km².
Dels 280 habitatges en un 39,6% hi vivien nens de menys de 18 anys, en un 58,9% hi vivien parelles casades, en un 11,1% dones solteres, i en un 25,7% no eren unitats familiars. En el 21,8% dels habitatges hi vivien persones soles el 8,2% de les quals corresponia a persones de 65 anys o més que vivien soles. El nombre mitjà de persones vivint en cada habitatge era de 2,73 i el nombre mitjà de persones que vivien en cada família era de 3,23.
Per edats la població es repartia de la següent manera: un 28,9% tenia menys de 18 anys, un 9,3% entre 18 i 24, un 31,4% entre 25 i 44, un 22% de 45 a 60 i un 8,5% 65 anys o més.
L'edat mediana era de 34 anys. Per cada 100 dones de 18 o més anys hi havia 106,1 homes.
La renda mediana per habitatge era de 49.583 $ i la renda mediana per família de 54.821 $. Els homes tenien una renda mediana de 41.563 $ mentre que les dones 26.645 $. La renda per capita de la població era de 21.932 $. Aproximadament el 4,5% de les famílies i el 5,8% de la població estaven per davall del llindar de pobresa.

## Poblacions més properes
El següent diagrama mostra les poblacions més properes.